# Mikkel Kessler
Mikkel Kessler (* 1. März 1979 in Kopenhagen, Dänemark) ist ein ehemaliger dänischer Profiboxer sowie ehemaliger und mehrfacher Weltmeister der WBA und WBC im Supermittelgewicht.

## Amateur
Kesslers Amateurlaufbahn dauerte von Februar 1993 bis Februar 1998. Er bestritt 47 Kämpfe, von denen er 44 gewann, 22 davon vorzeitig. 1994 und 1995 wurde er Dänischer Jugendmeister sowie 1996 und 1997 Dänischer Juniorenmeister.
Sein größter internationaler Erfolg gelang ihm 1995 während der Europameisterschaft der Kadetten (U-17), als er die Goldmedaille im Halbweltergewicht gewann.
Als Amateur besiegte er unter anderem die später sehr erfolgreichen Profis Spend Abazi, Lukáš Konečný und Sebastian Sylvester.

## Profikarriere
1998 wurde Kessler Profi und gewann seinen ersten Kampf am 20. März durch K. o. in der ersten Runde gegen den ungeschlagenen Amerikaner Kelly Mays (6-0). Auch seine nächsten 28 Kämpfe konnte er gewinnen, davon 21 vorzeitig. Zu den besiegten Gegnern zählten Sammy Sparkman (7-0), Dean Martin (11-1), NABF-Champion Jaime Balboa, Tony Menefee (72-8), IBF-WM-Herausforderer Miguel Julio (32-4) sowie Ex-IBO-Weltmeister Manny Sobral (24-1). Diese zahlreichen Erfolge eröffneten ihm erste Titelchancen.
Am 29. November 2002 besiegte er den dreifachen Weltmeister Dingaan Thobela (40-9) einstimmig nach Punkten und wurde dadurch Titelträger der IBA. Gleich in seinem nächsten Kampf am 11. April 2003 boxte er um den Internationalen Meistertitel der WBC gegen Craig Cummings (51-4) und gewann durch K. o. in der dritten Runde. Den Titel verteidigte er anschließend durch K. o. in der neunten Runde gegen Henry Porras (26-1), durch K. o. in der ersten Runde gegen Ex-WBA-Weltmeister Julio César Green und durch K. o. in der elften Runde gegen Andre Thysse (15-3).
Am 12. November 2004 boxte er bei Kopenhagen um die WBA-Weltmeisterschaft gegen Manny Siaca aus Puerto Rico. Kessler beherrschte den Kampf deutlich und siegte durch Aufgabe seines Gegners nach der siebenten Runde schließlich vorzeitig. Den Titel verteidigte er anschließend im Juni 2005 einstimmig nach Punkten gegen den Australier Anthony Mundine (23-2) und im Januar 2006 durch K. o. in der zehnten Runde gegen den Kanadier Éric Lucas (38-6).
Am 14. Oktober 2006 boxte er in einer Titelvereinigung in Kopenhagen gegen WBC-Weltmeister Markus Beyer (34-2), war klar überlegen und siegte bereits in der dritten Runde durch Knockout. Beide WM-Gürtel konnte er anschließend im März 2007 einstimmig nach Punkten gegen den ungeschlagenen Mexikaner Librado Andrade (24-0) verteidigen.
Beim Titelvereinigungskampf am 3. November 2007 in Cardiff gegen WBO-Weltmeister Joe Calzaghe (43-0), musste Kessler nach einem schlagstarken und aggressiven Duell eine Punktniederlage hinnehmen. Er erlitt damit in seinem 40. Kampf die erste Niederlage seiner Profikarriere. Doch schon am 21. Juni 2008 boxte er erneut um die vakante WBA-WM gegen den neuen, ungeschlagenen Titelträger Dimitri Sartison (22-0) und gewann durch K. o. in der zwölften Runde. Den deutschen Herausforderer Danilo Häußler (29-3), besiegte er im Oktober 2008 durch K. o. in der dritten Runde. Auch gegen Gusmyr Perdomo (16-2) aus Venezuela, konnte er seinen Titel im September 2009 durch K. o. in der vierten Runde verteidigen.
Er nahm dann als einer von zwei amtierenden Weltmeistern an dem von Sauerland in Kooperation mit dem US-amerikanischen TV-Sender Showtime veranstalteten Supermittelgewichtsturnier „Super Six World Boxing Classic“ teil. Als Favorit in das Turnier gestartet, verlor er jedoch seinen ersten Turnierkampf am 21. November 2009 nicht unumstritten gegen den US-amerikanischen Olympiasieger und ungeschlagenen Profi Andre Ward (20-0). Durch einen Kopfstoß von Ward in der elften Runde, erlitt Kessler eine blutende Cutverletzung, die zum Abbruch des Kampfes durch den Ringrichter führte. Nach Auswertung der Punktzettel, auf denen Ward zu dieser Zeit in Führung lag, wurde dieser zum Sieger erklärt.
Seinen zweiten Kampf im Rahmen des Turniers bestritt Kessler am 24. April 2010 in Herning gegen den bis dahin unbesiegten WBC-Weltmeister Carl Froch (26-0) aus Großbritannien. Die Begegnung mit dem schlagstarken Briten konnte Kessler durch seine boxtechnischen Vorteile einstimmig nach Punkten für sich entscheiden; er gewann damit den WBC-Titel seines Kontrahenten und sicherte sich zudem die ersten Punkte für die Turnierwertung. Doch schon am 25. August 2010 gab er seinen Ausstieg aus dem Turnier bekannt, als Grund wurde eine Augenverletzung angegeben.
Erst im Juni 2011 kehrte er in den Ring zurück und schlug den Franzosen Mehdi Bouadla (22-3) in der sechsten Runde K. o.; er wurde daraufhin von der WBO zu deren Europameister erklärt. Am 19. Mai 2012 besiegte er den US-Amerikaner Allan Green (31-3) durch K. o. in der vierten Runde. Am 8. Dezember 2012 gewann er einen erneuten WBA-WM-Titelkampf gegen Brian Magee (36-4) vorzeitig in der dritten Runde.
Am 25. Mai 2013 bestritt er in London einen Rückkampf gegen Carl Froch (30-2), dem er diesmal nach Punkten unterlag.

## Erfolge
Amateurbilanz
44 Siege – 3 Niederlagen
- 10. Oktober 1993: 1. Platz beim HSK Box Cup
- 06. November 1993: 1. Platz beim Skive Box Cup
- 05. Februar 1994: Seeland-Jugendmeister
- 05. März 1994: Dänischer Jugendmeister
- 16. Oktober 1994: 1. Platz beim HSK Box Cup
- 05. Februar 1995: Seeland-Jugendmeister
- 11. März 1995: Dänischer Jugendmeister
- 22. Oktober 1995: Europameister (U-17)
- 10. Januar 1996: 1. Platz beim Hvidovre Box Cup
- 14. Januar 1996: Seeland-Juniorenmeister
- 03. Februar 1996: Dänischer Juniorenmeister
- 24. März 1996: Nordischer Juniorenmeister
- 12. Oktober 1996: 1. Platz beim HSK Box Cup
- 01. Februar 1997: Seeland-Juniorenmeister
- 08. März 1997: Dänischer Juniorenmeister
- 01. Februar 1998: Seeland-Meister

Profibilanz
46 Siege – 3 Niederlagen
- 29. November 2002: Weltmeister der IBA
- 11. April 2003: Internationaler Meister der WBC (3 Titelverteidigungen)
- 12. November 2004: Weltmeister der WBA (3 Titelverteidigungen)
- 14. Oktober 2006: Weltmeister der WBC (1 Titelverteidigung)
- 14. Oktober 2006: Durch WBC-Titelgewinn erfolgt die Aufwertung seines WBA-WM-Titels zum WBA-„Superweltmeistertitel“ (1 Titelverteidigung)
- 21. Juni 2008: Weltmeister der WBA (2 Titelverteidigungen)
- 24. April 2010: Weltmeister der WBC
- 4. Juni 2011: Europameister der WBO
- 19. Mai 2012: Silver-Champion der WBC im Halbschwergewicht
- 8. Dezember 2012: Weltmeister der WBA

## Sonstiges
Die dänische Metal-Band Volbeat besingt in ihrem Lied „A Warrior’s Call“ Mikkel Kessler und stellt ihn als „The chosen one“ dar. Kessler trat als Gastsänger bei den Volbeat-DVDs Live from Beyond Hell / Above Heaven und Let’s Boogie! Live from Telia Parken auf.
Mikkel Kessler ist der Sohn eines Dänen und einer Engländerin aus Salisbury. Seine ältere Schwester Linse Kessler ist Model und Schauspielerin in Dänemark.